# Pierre Kremer
Pour les articles homonymes, voir Kremer.
Pierre Kremer, né à Anvers le 9 mai 1801 et mort dans la même ville le 20 août 1888, est un peintre belge connu pour ses peintures d'histoire, ses scènes de genre et ses portraits.
Une partie de l'œuvre de Pierre Kremer, ses scènes représentant des artistes hollandais, contribue à pérenniser le Cercle de Muiden, cénacle, né spontanément, d'amis aimant se retrouver pour pratiquer les arts de manière informelle au château fort médiéval de Muiden au XVIIe siècle aux Pays-Bas.
Au Salon de Bruxelles de 1833, il obtient une médaille en vermeil, une médaille en argent au Salon de Bruxelles de 1836 et une médaille d'or au Salon de Bruxelles de 1842. 
Ses œuvres sont notamment conservées au Rijksmuseum Amsterdam et à la Galerie nächst St. Stephan à Vienne.

## Biographie

### Famille
Pierre (Petrus) Kremer, né à Anvers le 9 mai 1801, est le fils de Pierre Jean Kremer (1760-1804), sellier, et de Marie Agnès De Ruysser (1771), tous deux nés à Anvers, où ils se sont mariés le 1er décembre 1800. Pierre Kremer est élevé place de Meir à Anvers par sa mère, remariée en 1806, et son beau-père François Goossens, sellier.

### Formation
Pierre Kremer est étudiant à l'Académie royale des beaux-arts d'Anvers et l'élève de Guillaume Herreyns et de Mathieu-Ignace Van Brée. Il parfait ensuite sa formation à Paris, et visite les Pays-Bas (1828), avant un nouveau voyage en Italie, en Allemagne et en France.

### Carrière

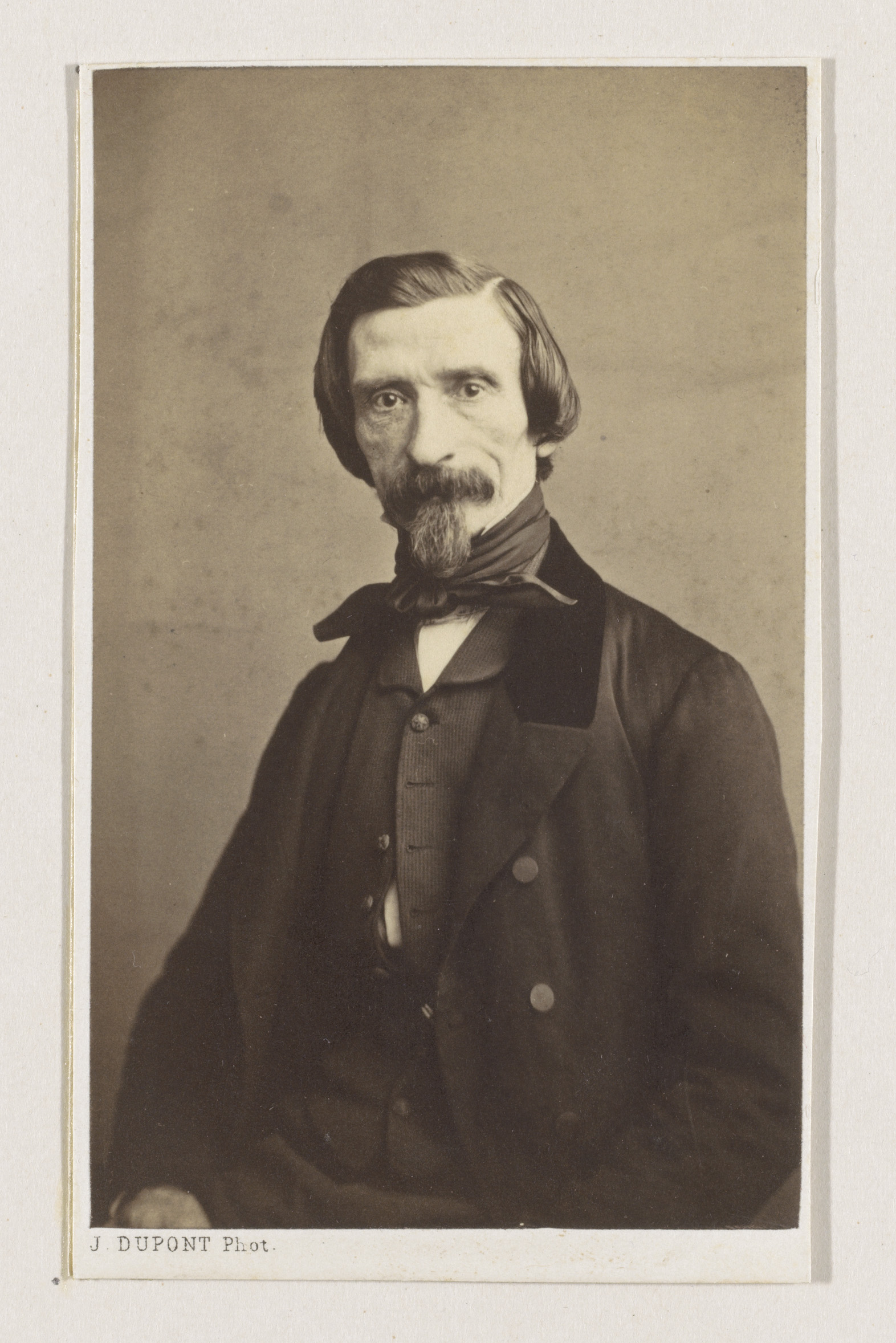
Photographie de Pierre Kremer par Joseph Dupont (Anvers, 1861).

Pour la première fois, Pierre Kremer expose Salon d'Anvers de 1822 : Philoctète, voulant percer Ulysse, est retenu par Neoptolème. Au Salon de Bruxelles de 1833, il obtient une médaille de vermeil, une médaille de bronze au Salon de Bruxelles de 1836 et une médaille d'or au Salon de Bruxelles de 1842.
Pierre Kremer, peintre prolifique, participe à au moins 43 expositions triennales belges de 1822 à 1883. Il expose également au Salon de Paris de 1836 et à quinze Expositions des maîtres vivants aux Pays-Bas (de 1839 à 1860).
Pierre Kremer enseigne la peinture aux artistes anversois Emmanuel Noterman, Alphonse Cornet (d) (1834-1836) et Jean Platteel (d) (1843).
Pierre Kremer meurt, célibataire, à l'âge de 87 ans, rue Neuve no 131 à Anvers le 20 août 1888. Ses funérailles ont lieu deux jours plus tard à l'église Saint-Jacques d'Anvers, suivies par son inhumation au cimetière de Deurne.

## Œuvre

### Caractéristiques

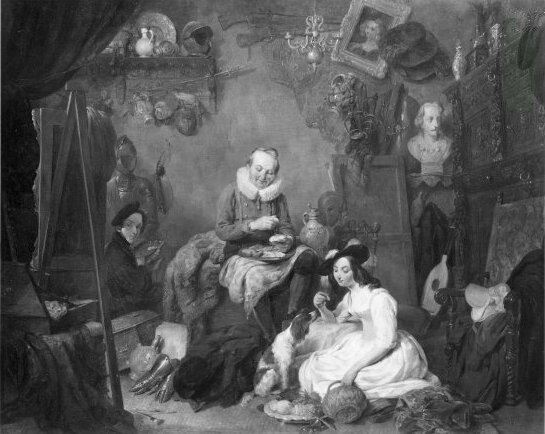
Scène d'atelier (vers 1826), conservé à la Galerie nächst St. Stephan à Vienne.

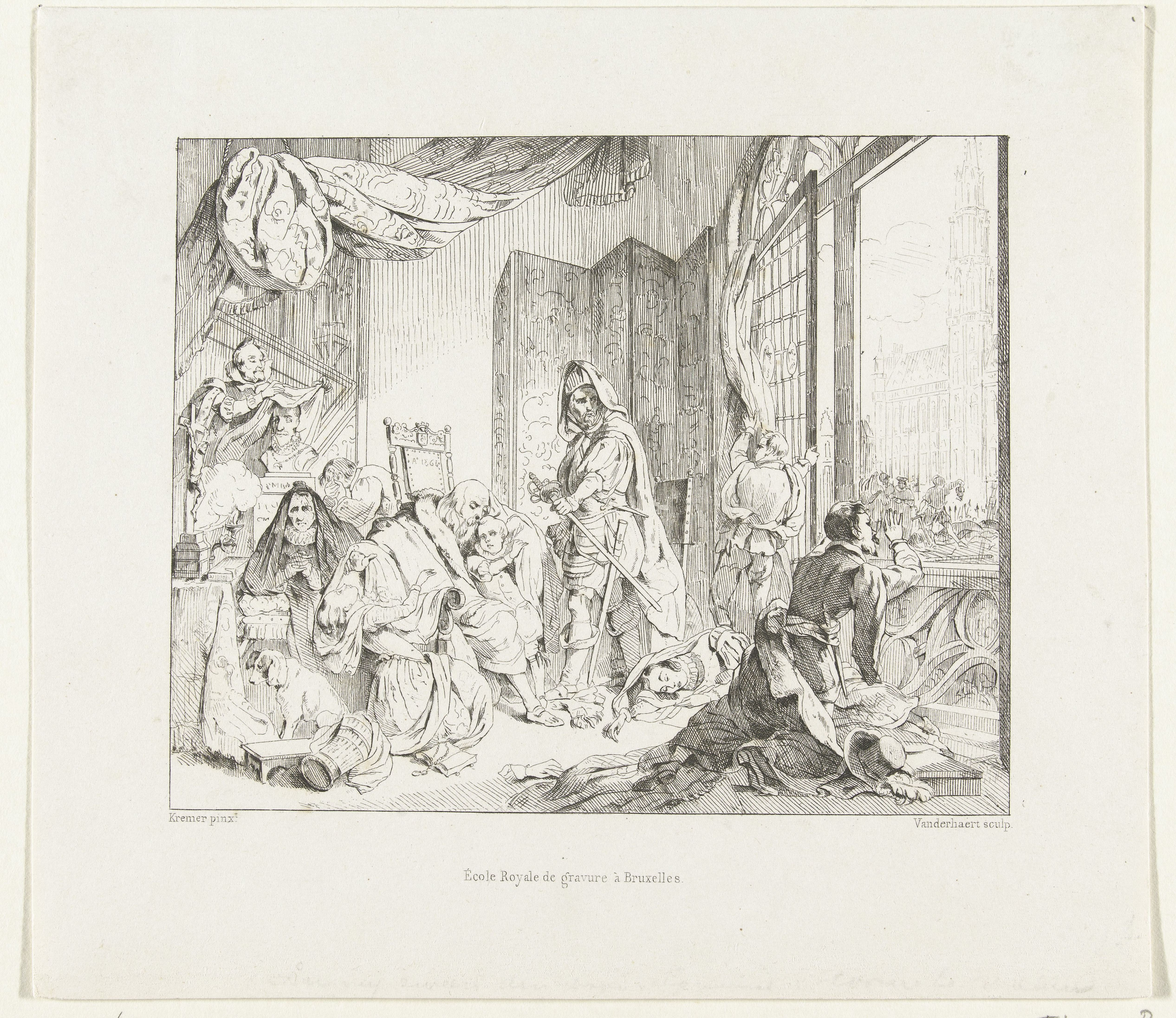
Scène de désolation dans une famille bruxelloise pendant l'exécution des comtes d'Egmont et de Hornes, lithographie par Hendrik Van der Haert du tableau de Pierre Kremer exposé au Salon de Bruxelles de 1836, conservée au Rijksmuseum Amsterdam.

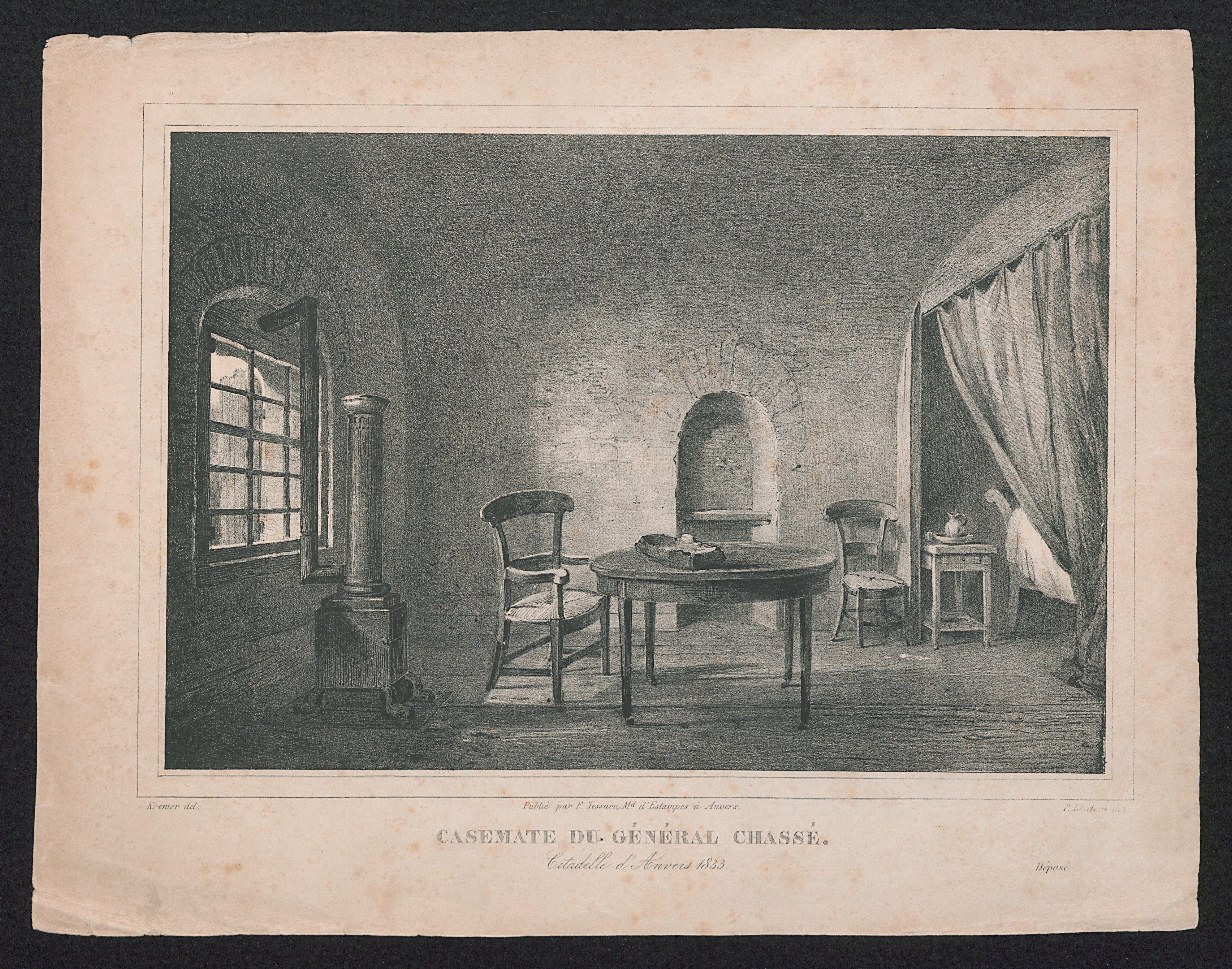
Casemate du général Chassé à la citadelle d'Anvers, lithographie de Paul Lauters, d'après le tableau de Pierre Kremer (1833), conservée au Cabinet des estampes de l'université d'Anvers.

Son champ pictural couvre essentiellement les peintures d'histoire, les scènes de genre et les portraits. En 1853, l'écrivain allemand Jean-Chrétien-Ferdinand Hœfer estime Pierre Kremer comme l'un des artistes les plus laborieux et les plus éminents que compte la Belgique.
Lors du Salon de Bruxelles de 1836, le critique Louis Alvin commente Scène de désolation dans une famille bruxelloise pendant l'exécution des comtes d'Egmont et de Hornes. Il juge ce tableau comme le meilleur de ceux que Kremer a peints jusqu'à présent et atteste d'un progrès sensible supérieur. Peu d'artistes ont une touche aussi délicate, une couleur aussi solide, aussi transparente. Il n'en est pas qui traitent mieux les détails d'ameublement et les étoffes. Son principal mérite réside dans la solidité du coloris, dans la sagesse et la sobriété d'effet. Il possède, ajoute le critique, le plus beau pinceau de toute l'école anversoise actuelle.
Pierre Kremer représente fréquemment des peintres de jadis à leur travail : Adriaen Brouwer, Jan Davidszoon de Heem, Paulus Potter, Pierre Paul Rubens, Rachel Ruysch, Daniel Seghers, Frans Snyders, David Teniers, Willem van Aelst, Antoine van Dyck, Jan van Huysum, Maria van Oosterwijk, ou encore Antoine Watteau. Il contribue de la sorte à pérenniser le Cercle de Muiden, cénacle, né spontanément, d'amis aimant se retrouver pour pratiquer les arts de manière informelle au château fort médiéval de Muiden au XVIIe siècle aux Pays-Bas.

### Expositions

#### Belgique

##### 1822 - 1849
- Salon d'Anvers de 1822 : Philoctète, voulant percer Ulysse, est retenu par Néoptolème[4].
- Salon de Gand (XII) de 1823 : Marius fugitif[2].
- Salon d'Anvers de 1825 : Marius à Carthage[12].
- Salon de Bruxelles de 1827 : La Poésie, la Peinture et la Musique réunies dans la famille du célèbre Roemer-Vischer[3].
- Salon d'Anvers de 1828 : David Teniers dessine d'après nature une fête villageoise ; le bailli du canton et une laitière ergardent attentivement le dessin et Le Comte de Buren, fils de Guillaume Ier, prisonnier en Espagne, jouant aux échecs avec son châtelain et deux portraits d'homme[13].
- Salon de Gand (XIV) de 1829 : Guillaume Ier prince d'Orange raconte à l'amiral de Coligny accompagné de sa fille les principaux événements des troubles des Pays-Bas[14].
- Salon de Bruxelles de 1830 : Grotius instruit Guillaume Vandevelde son domestique et Adriaen Brouwer, avant de partir pour la France, fait ses adieux à la famille de Craesbeck[15].
- Salon de Gand (XV) de 1832 : Jeune fille offrant une rose à un militaire (costumes du XVIe siècle et Un homme mangeant des huitres[16].
- Salon de Bruxelles de 1833 : Mort de Jean de Marnix, seigneur de Toulouse, à la bataille d'Austruweel, près d'anvers, le 13 mars 1567 et Un vieillard et un enfant donnant à manger à un chien (médaille de vermeil)[17].
- Salon d'Anvers de 1834 : La Paysanne de Saventhem pleure le départ de son amant Antoine Van Dyck, Homme déjeunant avec des huitres et Matelot nègre caressant une marchande de chevrettes[18].
- Salon de Gand (XVI) de 1835 : Épisode de l'administration du duc d'Albe dans les Pays-Bas[19].
- Salon de Bruxelles de 1836 : Scène de désolation dans une famille bruxelloise pendant l'exécution des comtes d'Egmont et de Horne (médaille de bronze)[20].
- Salon d'Anvers de 1837 : Jeune militaire courtisant une vieille douairière pour l'amour de l'or, Déjeuner des modèles dans l'atelier d'un peintre et Musicien de village occupé à boire[21].
- Salon de Gand (XVII) de 1838 : Daniel Seghers, frère Jésuite, célèbre peintre de fleurs, reçoit de la part de Frédéric-Henri prince d'Orange, une palette en or avec antes et chapelets, en échange d'un tableau dont il avait fait présent au prince, au nom de son ordre et Jeune marchande de légumes s'abritant contre la pluie sous un parapluie rouge[22].
- Salon d'Anvers de 1840 : Le Joyeux braconnier[23].
- Salon de Bruxelles de 1842 : Interrogatoire de Don Carlos, fils de Philippe II, en 1568 (médaille d'or)[7].
- Salon d'Anvers de 1843 : Jeune femme des environs de Rome faisant l'aumône aux moines de la Trinité, pour le rachat des esclaves chrétiens, Jeune fille courant après un papillon et Moine en méditation[9].
- Salon d'Anvers de 1846 : Interrogatoire de Don Carlos, fils de Philippe II, en 1568, Braconnier battant le briquet pour allumer sa pipe et Pèlerin vendant des chapelets[24].
- Salon de Gand (XX) de 1847 : Guillaume Ier, prince d'Orange, étant à Anvers, refuse de prêter le nouveau serment devant Philippe II, roi d'Espagne et Marchand forain[25].
- Salon d'Anvers de 1849 : Guillaume Ier, prince d'Orange, Embuscade des gueux des bois, prêts à attaquer un convoi espagnol et Cantinière et officiers au camp, costumes du XVIIe siècle[26].

##### 1850 - 1883
- Salon d'Anvers de 1852 : Milton, aveugle, dictant Le Paradis perdu à ses filles, Charles-Quint inauguré duc de Brabant à l'âge de 15 ans et Vieux musicien ambulant et sa famille[27].
- Salon de Gand (XXII) de 1853 : Sentinelle regardant par une fenêtre l'issue d'une escarmouche. À côté de lui un blessé mourant est assisté par un aumônier et Jeune femme tressant une guirlande de fleurs , regarde le jeu de son enfant avec un mouton[28].
- Salon de Bruxelles de 1854 : Daniel Seghers, frère Jésuite et célèbre peintre de fleurs[29].
- Salon d'Anvers de 1855 : Maria van Oosterwijk, célèbre peintre de fleurs, groupant un bouquet qui doit lui servir de modèle[30].
- Salon de Gand (XXIII) de 1856 : Daniel Seghers, frère jésuite, célèbre peintre de fleurs, groupant une guirlande qui doit lui servir de modèle et Jean van Huysum, célèbre peintre de fleurs, occupé à arranger un bouquet devant servir de modèle[31].
- Salon de Bruxelles de 1857 : Rachel Ruysch, célèbre peintre de fleurs, étudiant une guirlande qui doit lui servir de modèle, Misères et plaisirs de l'hiver et Jean David De Heem, célèbre peintre de fruits et de natures mortes, préparant ses modèles[32].
- Salon d'Anvers de 1858 : Antoine Watteau, célèbre peintre français, dessinant une fête champêtre d'après nature et Maria van Oosterwijk, célèbre peintre de fleurs, enseignant la peinture à sa jeune servante Gertrude Peeters[33].
- Salon de Bruxelles de 1860 : L'Atelier de Jan Brueghel le Jeune, dit Breughel de Velours[34].
- Salon d'Anvers de 1861 : Pierre Paul Rubens, sa femme et son enfant, rendant visite à l'atelier de leur ami Frans Snyders, célèbre peintre d'animaux[35].
- Salon de Gand (XXV) de 1862 : Charles-Quint, retiré au monastère de Saint-Juste en Espagne, interrompt un moment ses ouvrages d'horlogerie pour prier pendant que l'Angelus sonne[36].
- Salon de Bruxelles de 1863 : Pierre Paul Rubens et sa famille visitant l'atelier de Daniel Seghers, célèbre peintre de fleurs[37].
- Salon d'Anvers de 1864 : Charles Ier, roi d'Angleterre et sa famille visitant l'atelier d'Antoine van Dyck, à Londres[38].
- Salon de Bruxelles de 1866 : Rachel Ruysch recevant les leçons de son maître Guillaume Van Aelst et Jean van Huysum, célèbre peintre de fleurs, en méditation devant son tableau[39].
- Salon d'Anvers de 1867 : L'Embarras du chois entre l'amour et la richesse et Jean van Huysum, célèbre peintre de fleurs, en méditation devant son tableau[40].
- Salon de Gand (XXVII) de 1868 : Jean van Huysum, célèbre peintre de fleurs, en méditation devant son tableau et Marchande de fruits[41].
- Salon d'Anvers de 1870 : David Teniers dessine, en présence de sa femme et de deux de ses enfants, une fête villageoise d'après nature et Marché aux volailles[42].
- Salon de Bruxelles de 1872 : Le Duc d'Albe remet à Martinus Rithovius, évêque d'Ypres, les sentences des comtes d'Egmont et de Hornes[43].
- Salon d'Anvers de 1873 : Le Duc d'Albe remet à Martinus Rithovius, évêque d'Ypres, les sentences des comtes d'Egmont et de Hornes[44].
- Salon de Bruxelles de 1875 : L'Alarme du braconnier et de son fils à l'approche d'un garde-chasse et Marché aux fruits[45].
- Salon d'Anvers de 1876 : Le Voleur de vin consterné et Le Désespoir du braconnier et de ses fils à la vue de leur chien revenir, blessé et mourant d'un coup de feu tiré par un garde-chasse[46].
- Salon d'Anvers de 1879 : L'Ennui du maître de musique pendant une heure de leçon de solfège[47].
- Salon de Gand de 1883 (XXXII) : Misères et plaisirs de l'hiver (aquarelles)[48].

#### France
- Salon de Douai de 1823 : Philoctète, voulant percer Ulysse, est retenu par Néoptolème[49].
- Salon de Paris de 1836 : Antoine Van Dyck, montrant de phtisie, est soigné par sa femme Marie Rutven[49].

#### Pays-Bas
- Exposition des maîtres vivants à Amsterdam en 1826 : Vondel lisant une tragédie dans le château de Ter Muiden[8].
- Exposition des maîtres vivants à La Haye en 1827 : Jacob van Heemskerk[8].
- Exposition des maîtres vivants à Amsterdam en 1828 : Paul Potter dessinant d'après nature en présence de sa femme, Jean Steen auprès de Marie Herkulens, David Teniers dessinant d'après nature et Le Comte de Buren, prisonnier en Espagne, joue aux échecs avec son châtelain[8].
- Exposition des maîtres vivants à Amsterdam en 1830 : Une jeune fille offrant une rose à un soldat et Le peintre Adrien Brouwer faisant ses adieux à la famille de son maitre Joseph van Craesbeek[8].
- Exposition des maîtres vivants à La Haye en 1839 : Plaisir hivernal, Une vieille dentellière harassée de sommeil, Le message de secours de Leyde, délivré par un pigeon, est lu par Van der Does au bourgmestre van der Werff et D. Seegers, de l'ordre des Jésuites, célèbre peintre de fleurs, reçoit une palette et un paternoster dorés des mains du prince Frederik Hendrik d'Orange, en récompense d'un tableau qu'il a offert au prince[8].
- Exposition des maîtres vivants à Amsterdam en 1840 : Une marchande de fleurs anversoise[8].
- Exposition des maîtres vivants à Rotterdam en 1840 : Une jeune femme jouant de la mandoline pour les chasseurs au repos[8].
- Exposition des maîtres vivants à Amsterdam en 1841 : Scène de désolation dans une famille bruxelloise pendant l'exécution des comtes d'Egmont et de Horne[8].
- Exposition des maîtres vivants à La Haye en 1845 : Don Carlos, fils de Philippe II, roi d'Espagne, est, sur ordre de son père, interrogé dans sa prison par le cardinal Spinosa, premier président de la cour de Castille et grand inquisiteur, Guillaume Ier, prince d'Orange, étant à Anvers, refuse de prêter le nouveau serment devant Philippe II, roi d'Espagne et Moines franciscains distribuant de la nourriture[8].
- Exposition des maîtres vivants à Amsterdam en 1844 : Braconnier battant le briquet pour allumer sa pipe et Moines franciscains distribuant de la nourriture[8].
- Exposition des maîtres vivants à Amsterdam en 1846 : Des soldats hollandais dans un camp (costumes du XVIIe siècle), Un vendeur de jeux clandestins, Une laitière anversoise et Une Anversoise servant du lait à un vieil homme joyeux[8].
- Exposition des maîtres vivants à Rotterdam en 1846 : Une scène domestique, des peintres Brouwer et Graasbeek[8].
- Exposition des maîtres vivants à Utrecht en 1848 : Scène dans un camp, deux officiers discutant avec un commerçant et Un violoniste aveugle avec sa fille[8].
- Exposition des maîtres vivants à Amsterdam en 1848 : Un colporteur[8].
- Exposition des maîtres vivants à La Haye en 1853 : Sentinelle regardant par une fenêtre l'issue d'une escarmouche. À côté de lui un blessé mourant est assisté par un aumônier[8].

### Collections muséales
- Rijksmuseum Amsterdam : six gravures et dessins, d'après les œuvres de Pierre Kremer[50].
- Galerie nächst St. Stephan à Vienne : Scène d'atelier (vers 1826), huile sur bois, format 82 × 100,5 cm, inventaire no 9378[51].

## Honneur
- Chevalier de l'ordre de Léopold (21 février 1874)[52].